# Demigod
Demigod — музичний альбом гурту Behemoth. Виданий 11 жовтня 2004 в Польщі, потім в ЄС та США. Загальна тривалість композицій становить 40:42 хв. Альбом відносять до напрямку дез-метал.

## Список пісень
1. «Sculpting the Throne ov Seth» — 4:41
2. «Demigod» — 3:31
3. «Conquer All» — 3:29
4. «The Nephilim Rising» — 4:20
5. «Towards Babylon» — 3:22
6. «Before Æons Came» — 2:58
7. «Mysterium Coniunctionis (Hermanubis)» — 3:40
8. «XUL» — 3:11
9. «Slaves Shall Serve» — 3:04
10. «The Reign ov Shemsu-Hor» — 8:26
  1. «Chapter I: The forbidden legacy ov a fallen race»
  2. «Chapter II: Invocation ov the watch gods»
  3. «Chapter III: The splendorous return»